# Intwine (album)
Intwine is het debuutalbum van de gelijknamige Nederlandse rockband Intwine. Het album werd op 3 oktober 2003 uitgebracht door Dureco.
De single Happy? wist te derde positie te bereiken in de Nederlandse Top 40 en was tevens de grootste hit die Intwine ooit scoorde. Ook de singles Way Out en Get Outta My Head haalden de Top 40. Deze successen waren mede te danken aan het feit dat leadzanger Roger Peterson in 2002 deelnam aan Idols en op het hoogtepunt van de hype uit de show was gestapt om met Intwine verder te gaan.

## Tracks
1. "Way Out" – 4:34
2. "Raven Claw" – 3:29
3. "Let Me Be" – 3:44
4. "Sorry" – 3:29
5. "Hello Again" – 4:07
6. "Obituary" – 3:23
7. "Today" – 6:03
8. "Happy?" – 3:29
9. "Feel Free" – 3:34
10. "Thin Ice" – 4:21
11. "Sleep in Silence" – 4:26
12. "Get Outta My Head" – 4:31

## Samenstelling
Bandleden
- Roger Peterson – zang
- Jacob Streefkerk – gitaar
- Touché Eusebius – basgitaar
- Kevin Hissink – gitaar
- Erwin Gielen – drums

Gastmuzikant
- Martin Verdonk – percussie

Producent
- Gordon Groothedde – productie